# نقش زبد

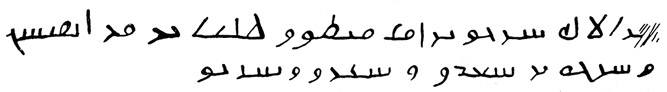
نقش زبد (512 م)

نقش زبد (أو نقش زبد ثلاثي اللغات) هو نقش مسيحي يحتوي على ثلاث لغات يحتوي على النصوص باللغات اليونانية والسريانية والعربية القديمة . تم كتابة هذا النقش في قرية زبد في سوريا عام 512 م، وهو يُكرّس بناء كنيسة، المُسماة كنيسة القديس سرجيوس ، للقديس سرجيوس . تم وضع النقش نفسه على عتبة بوابة المدخل.
يسجل نقش زبد الإحسان الذي قام به المسيحيون الناطقون بالعربية في الإمبراطورية الرومانية . على الرغم من تسمية النقش بأنه "ثلاثي اللغات"، فإن المكونات اليونانية والسريانية والعربية ليست مجرد ترجمات لبعضها البعض ولكنها تعكس الاهتمامات المتنوعة للمجتمعات اللغوية المختلفة المشاركة في تكوين النقش. فقط الجزء اليوناني من النقش يذكر صرح الشهيد والقديس. الأفراد المذكورون في النقش غير معروفين، ولكنهم هم الذين لعبوا دورًا في رعاية وبناء الهيكل. بينما كان يُعتقد سابقًا أن النقوش الثلاثة تم إنشاؤها في أوقات مختلفة، إلا أن الدراسات الحديثة تعتبرها جميعها محفورة معًا.
يمكن اعتبار قرار إدراج جزء عربي من النقش انعكاسًا للرغبة في التعبير عن الهوية الثقافية للمؤلف، وإلا كانت اليونانية هي اللغة الإمبراطورية والسريانية هي اللغة الكنسية للكنيسة الميافيزية المدعومة من الغساسنة الذين كانوا بدورهم مرتبطين ارتباطًا وثيقًا بعبادة القديس سرجيوس.
اليوم، يمكن العثور على النقش في متحف الفن والتاريخ في بروكسل .

## التاريخ
تشير الأجزاء اليونانية والسريانية من النقش إلى أن البناء بدأ في عام 823 من العصر السلوقي (حسب التقويم المتبع في سوريا في ذلك الوقت)، أو 512 م.

## النص
الترجمات التالية هي ترجمة جورج بيفان.

### اليونانية
وفي سنة 823 (الموافق 512 م) في اليوم الرابع والعشرين من شهر جوربياوس تم بناء صرح الشهيد القديس سرجيوس على الأساسات في زمن رجال الدين المتجولين يوحنا وأنيوس بن بوكيوس وسرجيوس بن سرجيوس بن سرجيوس. وكان سمعان بن أمراس بن إلياس، وليونتيوس المهندسين المعماريين الذين بنوه. آمين. ساتورنينوس عزيزوس. قدم عزيزوس بن سرجيوس وعزيزوس مارا بركة (هدايا).

### السريانية
المجد للآب والابن والروح القدس. وفي سنة 823 من شهر إيلول تم وضع الأساسات ووضع يوحنا البيريود، تبارك ذكره، الحجر الأول، وكان مارا هو الذي كتب (النقش)، وكان اناس وأنطيوخس هما المؤسسان. (في الهامش) أبو سرجيوس.

### العربية
حفظ الاله سرجو بن عبد مناف و حلاني بن مرا القيس و سرجو بن سدو و سرو و سيجو

 (بالسريانية، بعد النص العربي)

 وقد أعاد بناءه أبو سرجيوس وأنطيوخس ومقيم بن تيماي وماري.

## الاكتشاف والتاريخ
تم اكتشاف نقش زبد في الأصل في النصف الثاني من القرن التاسع عشر في قرية زبد في شمال سوريا على يد يوهان جوتفريد فيتزستين . قام إدوارد ساشاو بتسجيله لأول مرة في عام 1879، ونشره أخيرًا في عام 1881. كان من المعروف أن النقش لا يزال موجودًا في موقعه الأصلي في عام 1894 وفقًا لتوثيق أدولف بارتيليمي، ولكن بحلول عام 1898، أبلغ مارك ليدزبارسكي أنه وصل إلى أيدي تاجر يقع في حلب . ومع ذلك، نظرًا لطلب هنري لامنس ، تم الحصول عليها من قبل متحف الفن والتاريخ ، وهو متحف عام في بروكسل ، بحلول عام 1904م.

## تفسير النقش
يسرد كل نقش أسماء الأباء. يورد النصان اليوناني والسرياني شهر التكوين، لكن الجزء اليوناني يصفه باسم الشهر المقدوني ، بينما يسرده القسم السرياني باسم الشهر السوري. يهتم النص اليوناني أكثر بالعنصر الإداري للمشروع، حيث يذكر اسم الهيكل وأسماء المهندسين المعماريين الرئيسيين (سيميون وليونتيوس) والمتبرعين الثلاثة. ويذكر النص السرياني اسم الشخص الذي كتب النقش، مارا.
يحتوي كل من Zabad وDaJ144PAr 1 (548–549)، وهو نقش آخر باللغة العربي القديمة، عليه صليب.
استخدام صيغة "حفظ الاله" في نقش زبد موجود أيضًا في DaJ144PAr 1 (548–549) ونقش يزيد في العصر الإسلامي.

## اللغويات
يشبه هذا النقش نقشين آخرين من القرن السادس، وهما نقش حران الموجود في تركيا الحديثة والموجود أيضًا في مقبرة مسيحية، ونقش أم الجمال. ومع ذلك، فإن نقش زبد هو الأقدم من بين الثلاثة وهو أيضًا أقدم نقش موثق مكتوب باللغة العربية القديمة. تساعد هذه النقوش الثلاثة في تسليط الضوء على تطور النص العربي النبطي إلى النص العربي القديم، بالإضافة إلى الانتشار الجغرافي للخط العربي القديم الأحدث.
بالمقارنة مع النقوش العربية القديمة الأخرى، يختلف شكل حرف الدال فقط في نقش زبد. وبالمثل، في نقش زبد فقط تم العثور على الهاء في بداية الكلمة، ولم يتم العثور على شكل الهاء في نقش زبد في نقوش العصر الإسلامي.

## أنظر أيضا
- نقش جبل دبوب
- نقش ري الزلالة
- نقوش الروافة
- تاريخ سوريا

## روابط خارجية
- نقش زبيد: نقش ثلاثي اللغات ما قبل الإسلام باليونانية والسريانية والعربية من عام 512 م (الوعي الإسلامي)